# Kelil
Kelil (hebr. כליל) – wieś komunalna położona w Samorządzie Regionu Matte Aszer, w Dystrykcie Północnym, w Izraelu.

## Położenie
Kelil jest położona na wysokości 181 metrów n.p.m. na zboczach wzgórz Zachodniej Galilei. Leży u podnóża gór Górnej Galilei. Okoliczne wzgórza są zalesione. Teren opada w kierunku zachodnim ku równinie przybrzeżnej Izraela. Na północ i zachód od wsi przepływa strumień Jechiam, na wschodzie strumień Szeli, a na południu strumień Jano'ah, który zasila Bet ha-Emek. W otoczeniu wsi znajdują się miejscowości Januch-Dżat, Jirka i Kafr Jasif, kibuce Gaton, Jechi’am i Kabri, moszaw Amka, wsie komunalne Aszerat i Newe Ziw, oraz arabska wieś Szajch Dannun.

### Podział administracyjny
Kelil jest położona w Samorządzie Regionu Matte Aszer, w Poddystrykcie Akka, w Dystrykcie Północnym.

## Demografia
Stałymi mieszkańcami wsi są wyłącznie Żydzi. Tutejsza populacja jest świecka:

Źródło danych: Central Bureau of Statistics.

## Historia
Wieś powstała w 1979 roku z prywatnej inicjatywy kilku rodzin, które rozpoczęły wykupywać grunty od arabskich właścicieli. Przy zakładaniu osady wsparcia udzieliła Agencja Żydowska, w ramach realizowanego projektu Ha-Micpim be-Galil (hebr. המצפים בגליל; pol. Morze Perspektyw Galilei). Projekt ten zakładał zakładanie nowych osiedli w Galilei, aby w ten sposób poprawić pozycję demograficzną społeczności żydowskiej na północy kraju. Nazwa wsi pochodziła od pobliskiego stanowiska archeologicznego Chirbat Kelil. W przeciwieństwie do większości osad wiejskich w Izraelu, Kelil została zaprojektowana jako gromada rodzinnych gospodarstw rolniczych rozproszonych na dużej powierzchni. Niektóre z tych gospodarstw przyjęły koncepcję ekologicznego rozwoju, produkując własną energię elektryczną z ogniw słonecznych i turbin wiatrowych.

## Edukacja i sport
Wieś utrzymuje przedszkole. Starsze dzieci są dowożone do szkoły podstawowej w kibucu Kabri.

## Kultura i sport
We wsi mieszka duża liczba profesjonalnych artystów, rzemieślników, muzyków, poetów i pisarzy. Tworzy to niepowtarzalny, unikalny charakter osady. Z obiektów sportowych jest boisko do koszykówki.

## Gospodarka
Podstawą lokalnej gospodarki jest rolnictwo, głównie rolnictwo ekologiczne z nastawieniem na hodowlę ziół. Innym źródłem dochodów jest obsługa ruchu turystycznego i agroturystyka.

## Transport
Ze wsi wyjeżdża się na zachód na drogę nr 8721, którą jadąc na zachód dojeżdża się do skrzyżowania z drogą nr 70 między wsią Szajch Dannun a moszawem Amka. Od drogi nr 8721 odchodzi w kierunku południowym lokalna droga prowadząca do miejscowości Kafr Jasif. Natomiast jadąc drogą nr 8721 na wschód dojeżdża się do miejscowości Januch-Dżat.